# Ciudad Cinematográfica de Jiaozuo

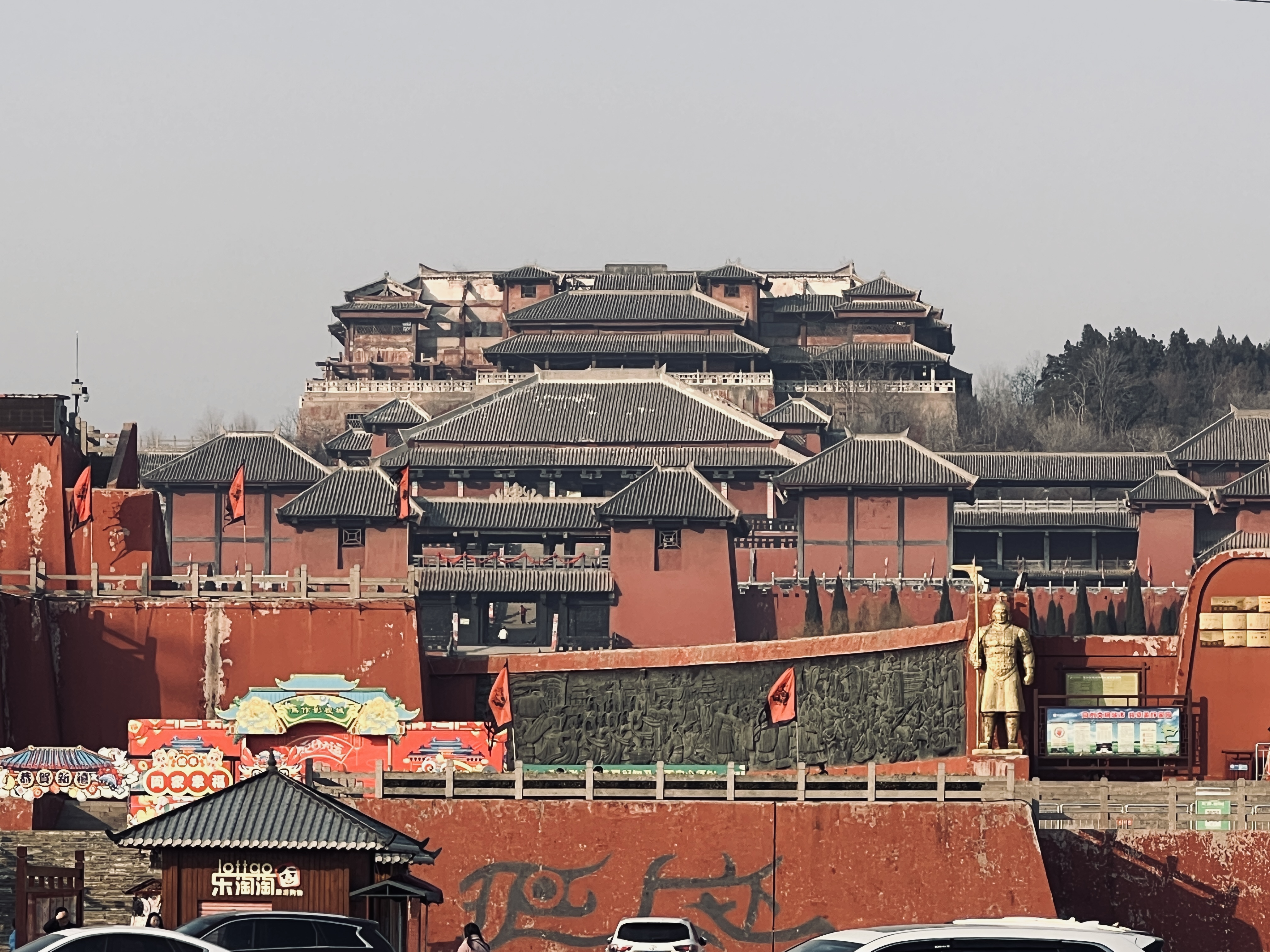
Ciudad Cinematográfica de Jiaozuo

La Ciudad Cinematográfica de Jiaozuo (Chino simplificado: 焦作影视城) es un estudio de cine y parque temático ubicado en Jiaozuo, provincia de Henan, China. En 1995, el Gobierno Municipal Popular de Jiaozuo y la Televisión Central de China invirtieron conjuntamente 230 millones de yuanes para construirlo. Cubre un área de 2,5 kilómetros cuadrados con una superficie construida de 400.000 metros cuadrados.
La ciudad cinematográfica intenta recrear los estilos arquitectónicos de la antigua China alta, y muchas películas y programas de televisión ambientados en los períodos de las dinastías Shang y Zhou, el Período de Primavera y Otoño y los Estados Combatientes, las eras Qin, Han y los Tres Reinos se han filmado aquí.
Actualmente, el complejo se encuentra en un estado de falta de conservación y restauración.